# Jungle High
Jungle High – szósty singel oraz utwór brytyjskiego zespołu Juno Reactor wydany w 1997 roku w Wielkiej Brytanii przez wytwórnię Perfecto (wydanie CD i 12"). Singel nie ukazał się na żadnym albumie Juno Reactor, składają się na niego 3 utwory: tytułowy Jungle High w trzech wersjach - jednej oryginalnej oraz dwóch remiksach (m.in. autorstwa Paula Oakenfolda). Utwory te, podobnie jak większość produkcji zespołu, należą do nurtu muzyki psychedelic trance oraz goa trance.

## Lista utworów
1. Jungle High (Oakenfold Edit) (3:19)
2. Jungle High (Our House Remix) (8:37)
3. Jungle High (Original Mix) (9:06)